# Echinogammarus villaticus
Echinogammarus villaticus is een vlokreeftensoort uit de familie van de Gammaridae. De wetenschappelijke naam van de soort is voor het eerst geldig gepubliceerd in 1974 door Mateus.